# Piquimachay
Piquimachay (Piki machay: caverna das pulgas em quíchua) é uma caverna localizada a cerca de 19 km ao norte do centro de Ayacucho, a cerca de 450 km a sudeste de Lima, capital do Peru. Está localizado na margem direita do rio Pongora, no distrito de Pacaycasa, na província de Huamanga, no departamento de Ayacucho. Tem um comprimento aproximado de 60 metros.
Essa caverna foi estudada pelo arqueólogo americano Richard MacNeish. No estrato mais profundo, chamado Pacaicasa (20.000 a 13.000 a.C.), ele encontrou artefatos líticos de suposta fabricação humana, junto com restos ósseos de animais já extintos, cuja idade ele calculou em cerca de 20.000 a.C., podendo ser considerada como a evidência mais antiga da presença humana no antigo Peru. No entanto, outros arqueólogos consideraram que não são evidências suficientes para afirmar a existência do homem Pacaicasa. Já em seu segundo nível, Ayacucho, existem evidências mais confiáveis da presença do homem do final do Pleistoceno. A datação corrigida de radiocarbono do estrato Ayacucho permitiu que ela fosse datada entre 15.781 e 14.886 a.C.  Os estratos superiores da caverna pertencem ao período arcaico. 

## Estudos
No final da década de 1960, o arqueólogo americano Richard MacNeish, da Universidade de Calgary, montou um projeto arqueológico-botânico em áreas do departamento de Ayacucho, o que resultou na descoberta de mais de 500 locais de todas as épocas. Seus principais trabalhos se concentraram em duas cavernas: Piquimachay e Jayhuamachay.

## Cronologia
No total, MacNeish distinguiu quatro níveis ou estratos sobrepostos dentro da caverna de Piquimachay: 
- Pacaicasa (20.000 a 13.000 a.C.) - Nômades caçadores-coletores / lítico
- Ayacucho (13.000 - 11.000 a.C., corrigido entre 15.781 e 14.886 a.C.) - Nômades caçadores-coletores / lítico
- Huanta (11.000 - 9.000 a.C.) - Nômades caçadores-coletores / lítico
- Bridge e Jaywa (8.000 - 6.000 a.C.) - Nômades caçadores-coletores / lítico
- Piki (6.000 - 4.000 a.C.) -  horticultores semi-nômades / arcaico
- Chihua e Cachi (4.000 - 2.000 a.C.) -  horticultores semi-nômades / arcaico.

## Piquimachay I (lítico)
Segundo a teoria de MacNeish, por volta de 20.000 a.C., a caverna serviu como uma sala temporária ou abrigo para caçadores e coletores primitivos. Eles caçavam animais selvagens e colhiam frutos e raízes. A área teria sido um dos poucos lugares no mundo andino antigo onde o homem era um grande caçador de animais.
A evidência da presença humana naqueles tempos remotos seria um conjunto de artefatos ou ferramentas de pedra, associados a restos ósseos de animais já extintos e coprólitos (fezes fossilizadas).
No nível ou estrato de Pacaicasa, foram encontrados 71 artefatos líticos, além de cerca de 100 núcleos e lacas, misturados com 96 restos esqueléticos de animais extintos, quatro dos quais aparentemente foram usados como ferramentas. Exceto por uma ferramenta lítica feita de basalto, o restante é feito de tufo vulcânico, procedente da própria caverna. Esses instrumentos líticos, muito ásperos, teriam servido para esmagar, desencarnar, entre outras funções desconhecidas. 
No nível ou estrato de Ayacucho, foram encontradas várias ferramentas (trituradores, desencarnadores e pontas unifaciais) feitas com diferentes tipos de pedra (basalto, calcedônia, pederneira e quartzito). Pontas ósseas triangulares, desencarnadores feitos de costelas de animais também foram encontrados. Outro achado desse período foi um úmero de megatério (datado de 12.200 ± 180 a.C.), restos de cavalos, veados, camelídeos e possivelmente mastodontes e machairodontinaes. Também destaca a descoberta de uma mandíbula de criança com dentes, um rádio, falanges e costelas, que seriam os restos humanos mais antigos do Peru. 
No entanto, arqueólogos como Augusto Cardich e Duccio Bonavia questionaram a existência de uma fase cultural Pacaicasa, considerando que os instrumentos líticos localizados nela não seriam de origem humana, mas simplesmente rochas fraturadas da caverna, produzidas naturalmente. Ainda segundo eles a mesma origem teriam os artefatos líticos do estrato Ayacucho, com exceção de alguns instrumentos de produção humana inquestionável, incluindo os quatro artefatos unifaciais que MacNeish identificou como possíveis facas e ponteiras. A terceira ocupação cultural chamada estrato Huanta apresentaria os mesmos problemas, já que quase todos os artefatos supostos seriam pedras naturais, exceto por uma ponteira lítico bifacial.  
Atualmente, considera-se mais provável que a presença humana nessa área de Ayacucho remonta entre 13.000 e 12.000 a.C., isto é, no final do Pleistoceno.

## Piquimachay II (arcaico)
As camadas atribuídas aos estratos Ayacucho e Huanta foram cobertas por toneladas de rochas que caíam do teto da caverna, um evento que MacNeish data entre 9.000 e 7.000 a.C. Após o acidente, ocorreram novas ocupações esporádicas, as quais MacNeish nomeou como estratos Jayhua e Chihua, e que teriam ocorrido no Holoceno. Um novo acidente ocorreu mais tarde e houve novas ocupações de culturas que já tinham cerâmica. 
Esses níveis correspondem ao período arcaico, de 6.000 a 2.000 a.C. O homem da época era um criador de Porquinho-da-índia, como evidenciado por coprólitos, ossos encontrados nos restos de fogueiras. Ele também era um horticultor que cultivava quinoa e abóbora.